# Not waving... ...I'm drowning
Not waving... ...I'm drowning is het debuutalbum van het collectief Expandis, dat later Phil Thornton de muziekwereld in zou sturen. Het album is een typische jaren 80-product. In die jaren werden de synthesizers steeds beter, maar hielden toch min of meer hun iele geluid. Het album opent met de track Expandibubble, waarin een bol klinkend geluidseffect gevolgd wordt door de biepjes van de toenmalige elektronica. In 1981 verscheen het album op muziekcassette, vervolgens raakten de originele opnamen zoek. Die werden later tijdens een opruiming weer teruggevonden en geremasterd op cd-r gezet.

## Musici
- Phil Thornton – synthesizers, gitaar, piano, zang
- John Wilde – zang
- Terry Pack – basgitaar (7, 9, 18)

## Muziek
| Nr. | Titel                        | Duur |
| --- | ---------------------------- | ---- |
| 1.  | Expandibubble                | 3:00 |
| 2.  | Run too fast                 | 3:58 |
| 3.  | Sunrise                      | 3:27 |
| 4.  | Production line              | 2:07 |
| 5.  | Dancing in Vienna 1957       | 0:29 |
| 6.  | Coldfish don’t whistle       | 4:18 |
| 7.  | Letter from Amsterdam        | 5:07 |
| 8.  | Holland 1973                 | 0:49 |
| 9.  | I’m not waving, I’m drowning | 3:50 |
| 10. | Potters bar 1977             | 2:30 |
| 11. | Moviola                      | 3:57 |
| 12. | Exposure to distortion       | 6:05 |
| 13. | Swamp glide                  | 2:17 |
| 14. | Caladonia 1243               | 0:49 |
| 15. | Even giants sleepwalk        | 6:02 |
| 16. | Dig my garden                | 4:52 |
| 17. | Paris march 1883             | 0:49 |
| 18. | Nightgallery                 | 2:48 |
| 19. | St Leonards 1977             | 0:47 |